# Grugé-l'Hôpital

Grugé-l'Hôpital este o comună în departamentul Maine-et-Loire, Franța. În 2009 avea o populație de 297 de locuitori.